# Abrostola hyrcanica
Abrostola hyrcanica is een vlinder van de familie van de uilen (Noctuidae), van de onderfamilie van de Plusiinae. De wetenschappelijke naam van deze soort is voor het eerst voorgesteld door Hermann Hacker in een publicatie uit 2002.
De soort komt voor in Iran.